# Aideliz Hidalgo
Aideliz Hidalgo (sinh năm 1986 tại Santurce) là một chủ nhân cuộc thi sắc đẹp Puerto Rico, người giữ danh hiệu Hoa hậu Quốc tế Puerto Rico 2010. Cô là người phụ nữ da đen đầu tiên dự thi Hoa hậu Quốc tế với tư cách là Hoa hậu Puerto Rico.

## Sự nghiệp

### Nữ ca sĩ Belleza Latina 2008
Vào mùa xuân năm 2008, Aideliz đã tham gia vào cuộc thi thực tế / cuộc thi sắc đẹp Nuestra Belleza Latina. Sau nhiều tuần thử giọng, Aideliz được chọn là một trong mười hai người vào chung kết, trong đó cô bị loại vào tuần thứ tư của chương trình, kết thúc ở vị trí thứ 9.

### Hoa hậu Hoàn vũ Puerto Rico 2010
Vào ngày 12 tháng 11 năm 2009, Aideliz đã tham dự cuộc thi Hoa hậu Hoàn vũ Puerto Rico 2010, nơi cô đại diện cho bang Cayey và được chọn là một trong năm người vào chung kết, sau đó cô trở thành Á hậu 2. Aideliz cũng đã giành giải thưởng trong hạng mục Catwalk tốt nhất  trong một sự kiện sơ bộ được tổ chức vài tuần trước đêm cuối cùng của cuộc thi.

### Hoa hậu quốc tế 2010
Aideliz được chọn để tham dự cuộc thi Hoa hậu Quốc tế 2010 vào ngày 7 tháng 11 năm 2010 tại Thành Đô, Trung Quốc. Cô được xếp vào Top 15.
- Hoa hậu Puerto Rico 2010
- Nữ ca sĩ Belleza Latina

## liên kết ngoài
- Trang web chính thức của Hoa hậu Puerto Rico